# Conus tuberculatus
Conus tuberculatus é uma espécie de gastrópode do gênero Conus, pertencente a família Conidae.